# Типпекану и Тайлер тоже

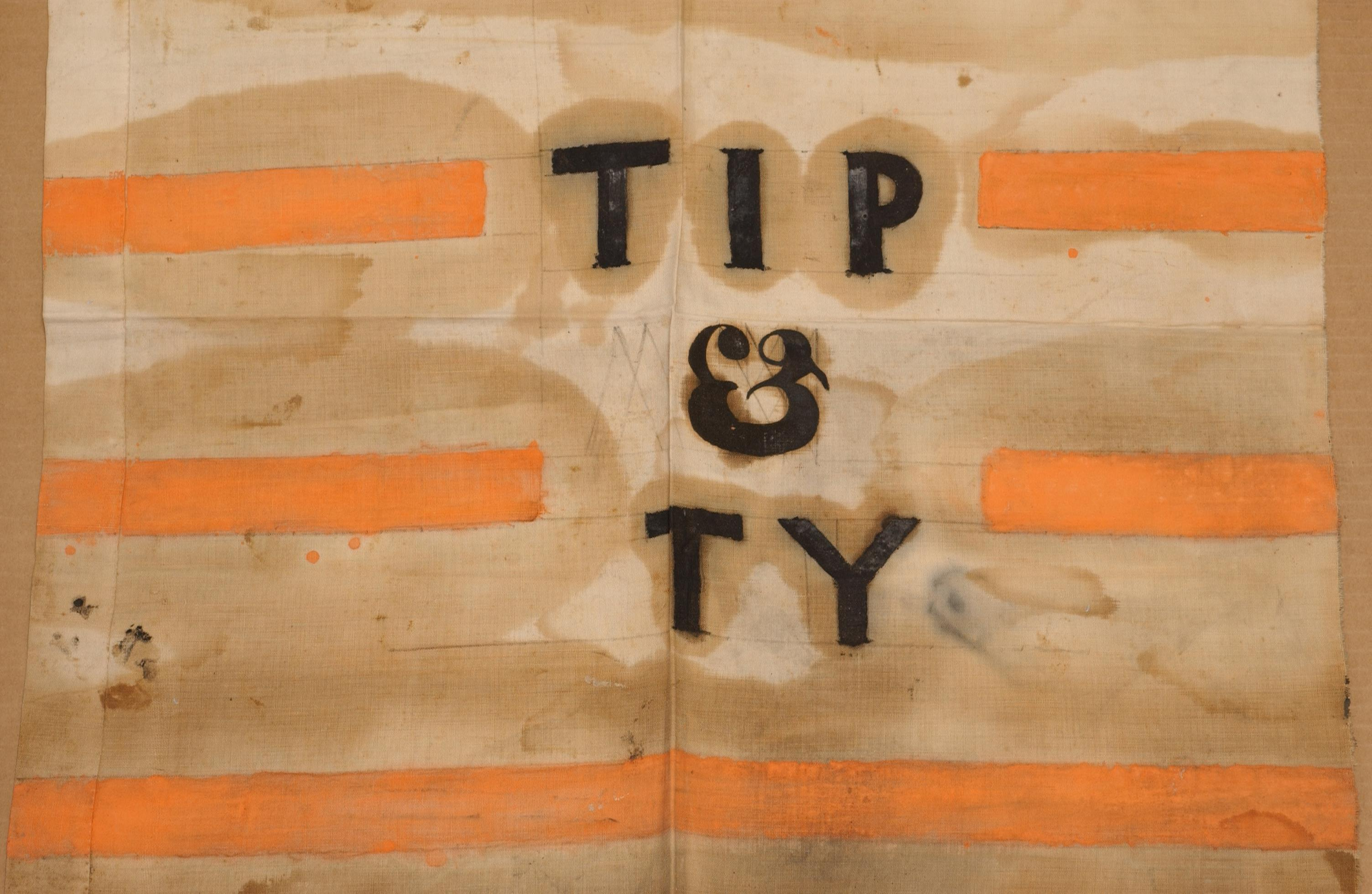
Баннер кампании Гаррисона со слоганом «Tip and Ty», взятым из песни

Типпекану и Тайлер тоже (англ. Tippecanoe and Tyler Too), изначально известная как Тип и Тай (англ. Tip and Ty) — предвыборная песня партии вигов в рамках президентской кампании Уильяма Генри Гаррисона на пост президента США в 1840 году. В тексте песни восхвалялись кандидат от партии вигов на пост президента Уильям Генри Гаррисон («герой Типпекану») и кандидат на пост вице-президента Джон Тайлер, а действующий президент-демократ Мартин Ван Бюрен (англ. Tippecanoe and Tyler Too) подвергался критике.

## История
What's the cause of this commotion, motion, motion,
Our country through?
It is the ball a-rolling on

For Tippecanoe and Tyler too.
For Tippecanoe and Tyler too.
And with them we'll beat little Van, Van, Van,
Van is a used up man.
And with them we'll beat little Van.
Песня была написана Александром Коффманом Россом, ювелиром из Зейнсвилля, Огайо, в 1840 году на музыку из песни менестреля «Маленькие поросята». Он впервые исполнил ее на собрании вигов в своем родном городе, но всеобщее внимание она привлекла, когда он представил ее на митинге вигов в Нью-Йорке. Скорее всего, Росс никогда не защищал авторские права на песню. Для создания песни партитура оригинала была серьёзно изменена. 
Версия Росса состоит из двенадцати куплетов и воодушевляющего припева. В ней многократно упоминаются катящиеся шары, с помощью которых создаётся образ постоянного движения. Впоследствии «большие холщовые шары» стали физическими реквизитами в предвыборной агитации Гаррисона, наряду с более известными бревенчатыми хижинами и бочками с крепким сидром.
В песне Мартин Ван Бюрен высмеивался как «Маленький Ван» и «Маленький Мэтти», а его сторонники — как «Ванджеки», что контрастировало с деревенскими добродетелями Гаррисона и неизбежностью его победы во всех штатах.